# Octavio R. Amadeo
Octavio Ramón Amadeo (Buenos Aires, 14 de enero de 1878 - Ibídem, 25 de mayo de 1955) fue un jurista, profesor,  escritor y diplomático argentino. En el periodo 1930-1941 fue sucesivamente Director de Impuestos Internos del país (cargo que solo desempeñó unos meses), Embajador de la República Argentina en Brasil e Interventor nacional en la provincia de Buenos Aires. Su obra Vidas Argentinas fue premiada por la Comisión Nacional de Cultura.

## Síntesis biográfica
Octavio R. Amadeo nació el 14 de enero de 1878 en Buenos Aires, hijo de Octavio Benito Amadeo (integrante de la Cámara de Apelaciones de La Plata) y Ana Marcenero. Era el mayor de ocho hermanos, y su madre falleció cuando él tenía tan solo trece años.
Cursó estudios en la Universidad de Buenos Aires y obtuvo un Doctorado en Jurisprudencia. Posteriormente desempeñó cargos como el de Secretario General de la Facultad de Derecho de La Plata y director general del Consejo de Educación de la provincia de Buenos Aires. Fue diputado provincial entre 1909 y 1911. Además, trabajó como profesor de Historia Constitucional en la Universidad de La Plata.
Tras el Golpe de 1930, Octavio se convirtió en administrador general de Impuestos Internos de la Nación, pero renunció a los tres meses.
Fue uno de los fundadores de la Academia de Ciencias Morales y Políticas de la Nación.
En 1939 fue designado embajador de la República en Brasil. Un año después, por petición del aquel entonces presidente Roberto Ortiz, asumió el cargo de Interventor de la Provincia de Buenos Aires. Dimitió en febrero de 1941.
Alejado de la política, falleció el 25 de mayo de 1955 en su ciudad natal.

## Obras
- Política (1916)
- Inamovilidad de los jueces (1917, autoría compartida)
- Vidas Argentinas (1937), escrito por el que ganó reconocimiento general.
- Doce argentinos (1945)